# Caterina de Habsburg (1295–1323)
Caterina de Habsburg (n. octombrie 1295, Viena – d. 18 ianuarie 1323, Napoli) aparținând Casei de Habsburg, a fost ducesă de Calabria  din 1316 prin căsătorie.

## Biografia
Caterina a fost al șaptelea dintre cei doisprezece copii ai regelui romano-german Albert I și ai soției sale, Elisabeta de Gorizia-Tirol. Tatăl Caterinei a murit pe 1 mai 1308 când ea avea doar doisprezece ani.

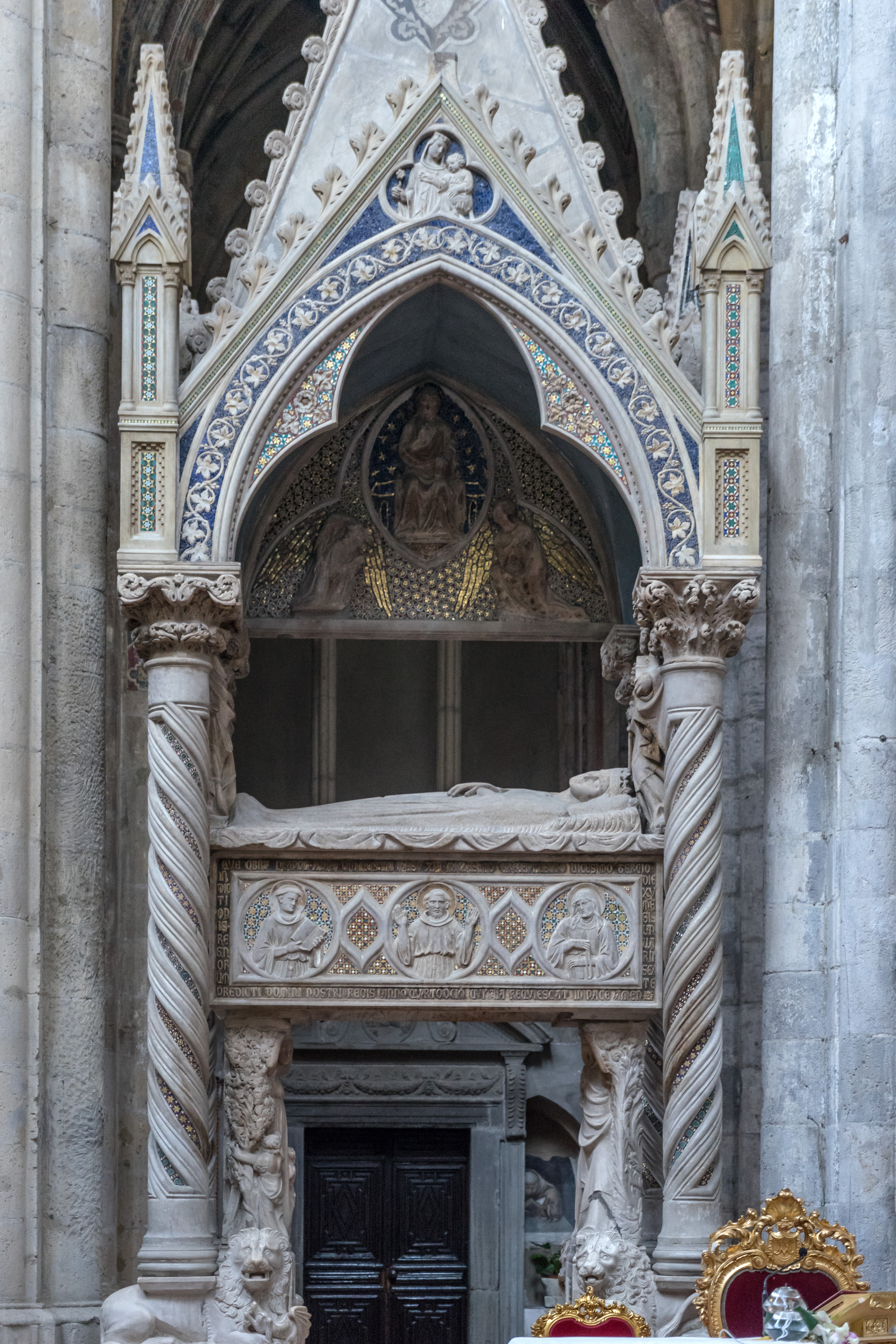
Mormântul Caterinei de Habsburg din San Lorenzo Maggiore din Napoli

Prima logodnă a Caterinei cu Filip I de Piemont, care nu s-a finalizat prin căsătorie, dar este menționată în Arhivele de Stat din Torino, trebuie să fi avut loc în prima jumătate a anului 1312 - între moartea primei soții a lui Filip, Isabela de Villehardouin (d. 23 ianuarie 1312) și cea de-a doua lui căsătorie încheiată pe 7 mai 1312 cu Caterina de la Tour du Pin.
Următorul plan de căsătorie s-a datorat apropierii Casei de Habsburg de Casa de Luxemburg: Caterina trebuia să se căsătorească cu împăratul Henric al VII-lea, a cărui soție, Margareta de Brabant, murise în decembrie 1311. Tânăra mireasă plecase deja spre Italia când Henric al VII-lea a murit de malarie pe 24 august 1313 în Buonconvento lângă Siena. 
O altă încercare de căsătorie s-a datorat Elisabetei de Aragon, soția regelui Frederic cel Frumos, care îi era prietenă apropiată cumnatei sale Caterina. Viitorul soț urma să fie regele sicilian de mai târziu Petru al II-lea, dar planul, de asemenea, nu s-a realizat.
În cele din urmă, în încercarea de a extinde politica sa imperială în Italia, regele Frederic cel Frumos a fost de acord cu căsătoria sorei sale, Caterina, cu ducele Carol de Calabria care a avut loc în 1316. Căsătoria a rămas fără urmași. Doar șapte ani mai târziu, Caterina a murit pe 18 ianuarie 1323 la Napoli și a fost înmormântată în biserica locală San Lorenzo Maggiore. După aceea, Carol de Calabria s-a căsătorit pentru a doua oară cu Maria de Valois.